# Massacre de Buni Yadi
Le massacre de Buni Yadi a lieu le 25 février 2014 pendant l'insurrection de Boko Haram.

## Contexte
Une insurrection djihadiste a éclaté depuis 2009 dans le nord du Nigeria. Boko Haram a perpétré de nombreux massacres et le massacre de Buni Yadi est au moins le troisième de février 2014 après le massacre d'Izghe (15 février) et le massacre de Bama (19 février). Ce n'est pas la première fois qu'une attaque vise le milieu éducatif, par exemple le 6 juillet 2013 avait eu lieu le massacre de Mamudo dans un lycée.

## Déroulement
Le lycée de Buni Yadi, une ville de l'État de Yobe, est attaqué par des hommes armés dans la nuit du 24 au 25 février 2014, vers 2 heures du matin. Les assaillants pénètrent dans les dortoirs et lancent des explosifs ou ouvrent le feu sur les élèves, d'autres sont tués à l'arme blanche,,. Selon le commissaire de police, Sanusi Rufai, les assaillants quittent les lieux après avoir incendié l'établissement et plusieurs élèves seraient morts brûlés vifs. D'autres élèves parviennent à s'enfuir, mais plusieurs décèdent des suites de leurs blessures, dans les environs de l'établissement.
Selon un responsable de l'hôpital de Damaturu, 43 corps ont été acheminés à la morgue de l'hôpital. D'après ce responsable, la plupart des victimes sont des élèves âgés de 8 à 11 ans. Toutes les victimes sont des garçons, les filles ayant été épargnées. Selon l'armée et la police cependant, le lycée accueillait des élèves âgés de 11 à 18 ans. Le lendemain, Bala Ajiya, un responsable de l'hôpital de Damaturu, annonce que le bilan est revu à la hausse, à 59 morts.

## Réactions
Après le massacre et avant une visite présidentielle du président français François Hollande, le Nigeria a lancé un appel à la France et à ses voisins francophones de l'Afrique de l'Ouest pour combattre l'insurrection de Boko Haram. François Hollande, arrivé dans le pays, a réaffirmé le soutien de la France.
L'Organisation des Nations unies, via son secrétaire général Ban Ki-moon, a également condamné ce massacre.